# Regina Apostolorum
Regina Apostolorum je kardinálský titulární kostel ustanovený 5. února 1965 apoštolskou konstitucí Purpuratorum Patrum numerum papeže Pavla VI. Tento kostel se nachází na Via Antonino Pio v Římě. Prvním titulárním kardinálem se stal Ermenegildo Florit arcibiskup Florencie.

## Titulární kardinálové
| Jméno                | Funkce                                 | Od          | Do          |
| -------------------- | -------------------------------------- | ----------- | ----------- |
| Ermenegildo Florit   | Arcibiskup Florencie (Itálie)          | 25. 2. 1965 | 8. 12. 1985 |
| Giuseppe Maria Sensi | Titulární arcibiskup Sard (Itálie)     | 22. 6. 1987 | 26. 7. 2001 |
| Virgilio Noè         | Titulární arcibiskup Voncarie (Itálie) | 26. 2. 2002 | 24. 7. 2011 |
| John Tong Hon        | Biskup Hongkongu (Hongkong)            | 18. 2. 2012 | současnost  |